# Mecaphesa celer
Mecaphesa celer là một loài nhện trong họ Thomisidae.
Loài này thuộc chi Mecaphesa. Mecaphesa celer được Nicholas Marcellus Hentz miêu tả năm 1847.